# アントン・ゲンベリ
アントン・ゲンベリ（Anton Jonsson Genberg、1862年6月20日 - 1939年1月8日）は、スウェーデンの画家である。スウェーデンの風景を描き、「ナショナル・ロマンティシズム」の画家の一人とされる。

## 略歴
スウェーデン、イェムトランド県のエステルスンドで肉屋の息子に生まれた。1882年からストックホルムの工科学校（後のスウェーデン王立工科大学）で学びながら、オスカル・テーノの私立の美術学校でも学んだ。1884年からストックホルムのスウェーデン王立美術院でペール・ダニエル・ホルム(Per Daniel Holm: 1835-1903)に学んだ。
1895年に結婚した。 スウェーデン芸術家協会(Svenska konstnärernas förening)がKonstnärshusetで開く展覧会やベルリンやセントルイス、ブエノスアイレス、ミュンヘンなど、いくつかの国外の展覧会に作品を出展した。1914年にマルメで開かれた国際博覧会で多くの作品を展示した。
スウェーデンの山地の冬の風景画で有名な画家になった。1913年から1918年まスウェーデン芸術家協会(Svenska konstnärernas förening)の副会長を務め、1906年から亡くなるまで美術協会「Sveriges allmänna konstförening」の理事を務めた。 1922年にスウェーデン王立アカデミーの会員に選ばれた。
1916年から1924年の間はストックホルム県のナッカ(Nacka)の邸(Villa Wallbeck-Hallgren)で暮らし、ゲンベリが暮らした邸は後に画家のローランド・スヴェンソン(Roland Svensson: 1910–2003)が住んだ。1924年からナッカに建築家ペール・ベンソン(Per Benson)が設計した邸に住んだ。
1939年にストックホルムで没した。

## 作品

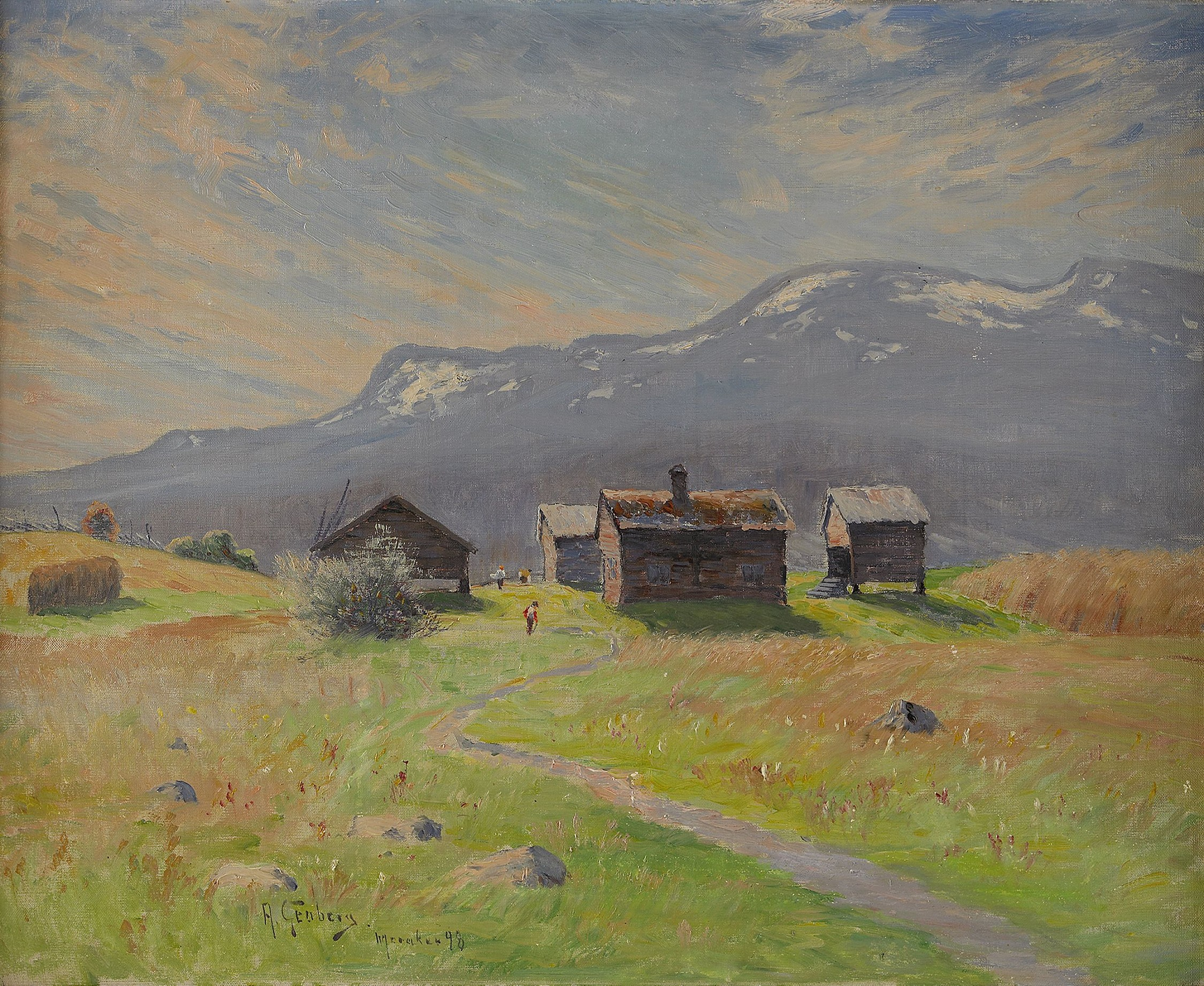
ノールランドの風景 (1898)
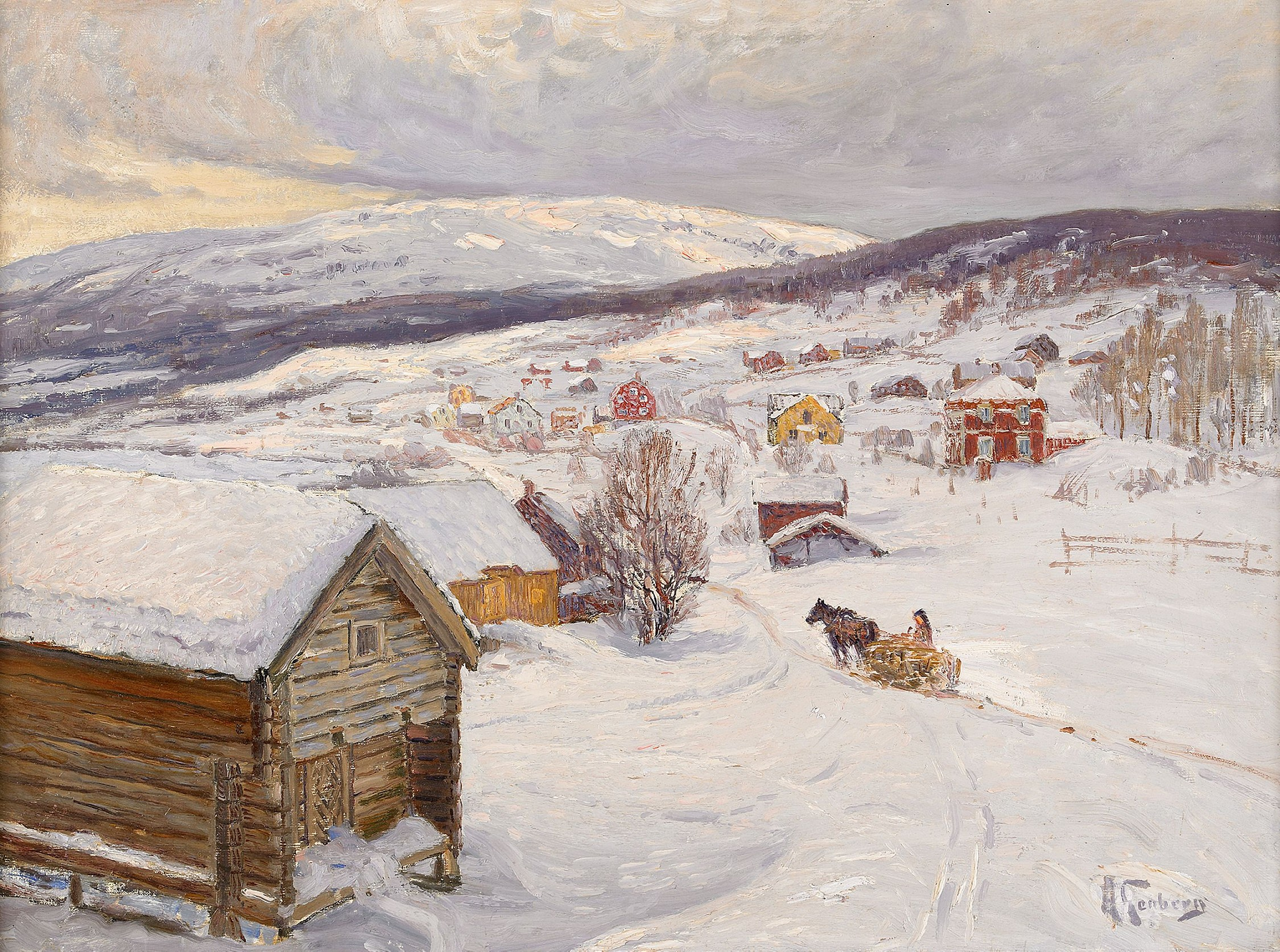
オーレの午後の風景
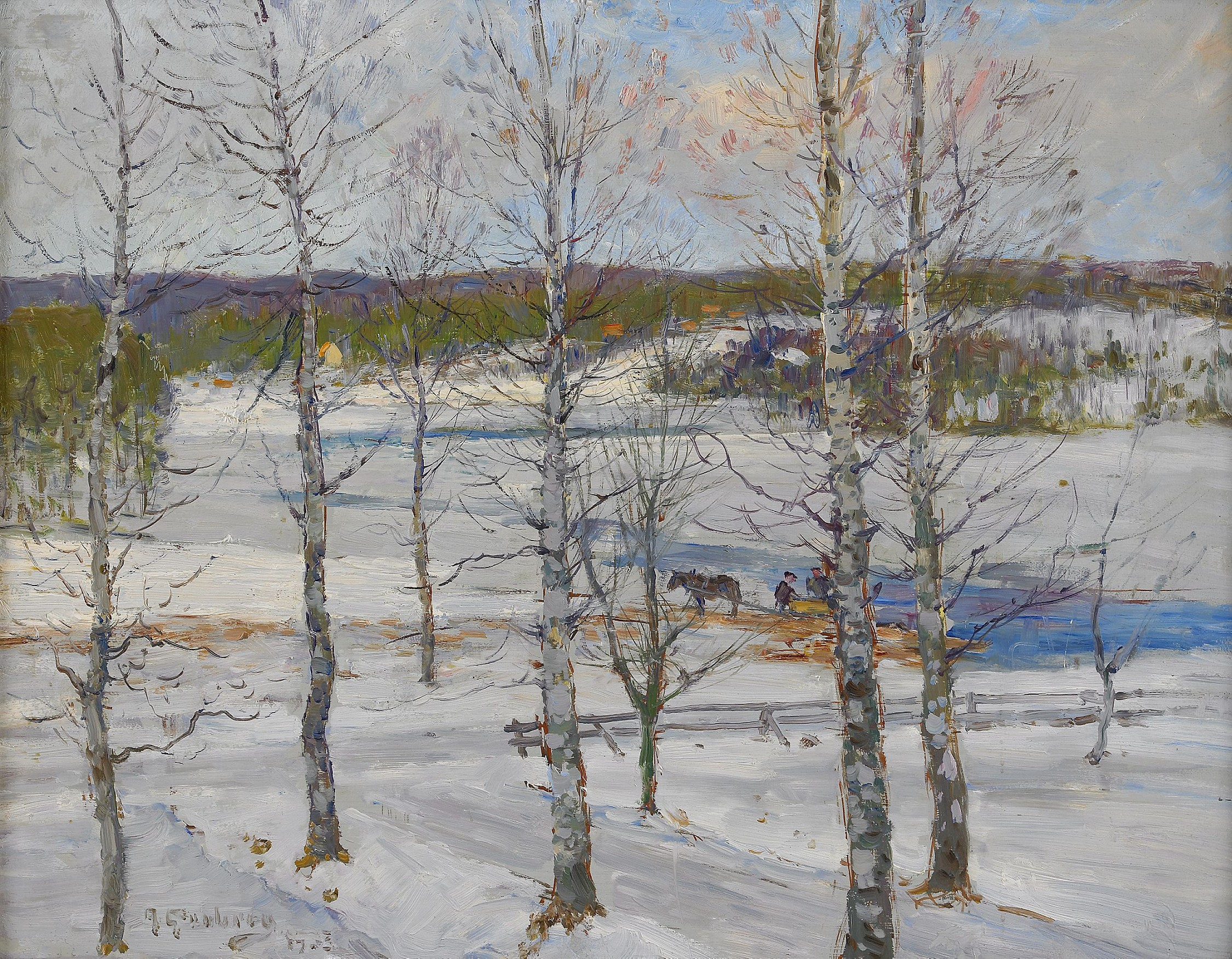
ノールランドの冬の林の風景
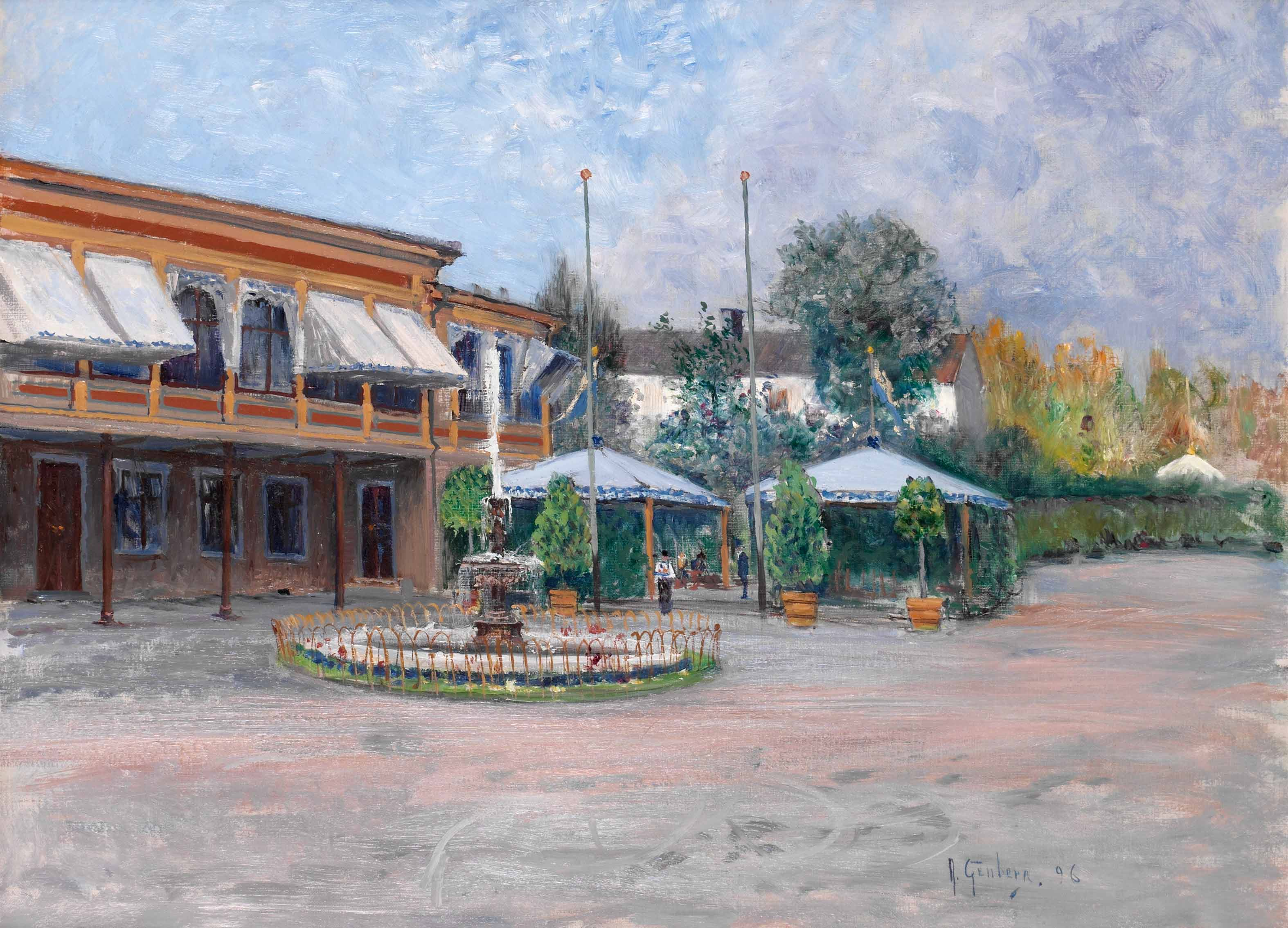
夏の日 (1896)